# Takács Lajos (labdarúgó)
Takács Lajos (? – ?) magyar labdarúgó.

## Sikerei, díjai
- Ferencvárosi TC:
  - Magyar labdarúgó-bajnokság bajnok: 1925–26
  - Magyar labdarúgó-bajnokság ezüstérmes: 1923–24, 1924–25
  - Magyar labdarúgó-bajnokság bronzérmes: 1922–23